# 2MASS J10595138-2113082
2MASS J10595138-2113082 ist ein Brauner Zwerg im Sternbild Becher. Er wurde 2003 von Kelle L. Cruz et al. entdeckt. Er gehört der Spektralklasse L1 an. Seine Position verschiebt sich aufgrund seiner Eigenbewegung jährlich um 0,208 Bogensekunden.